# Mercado de Sants

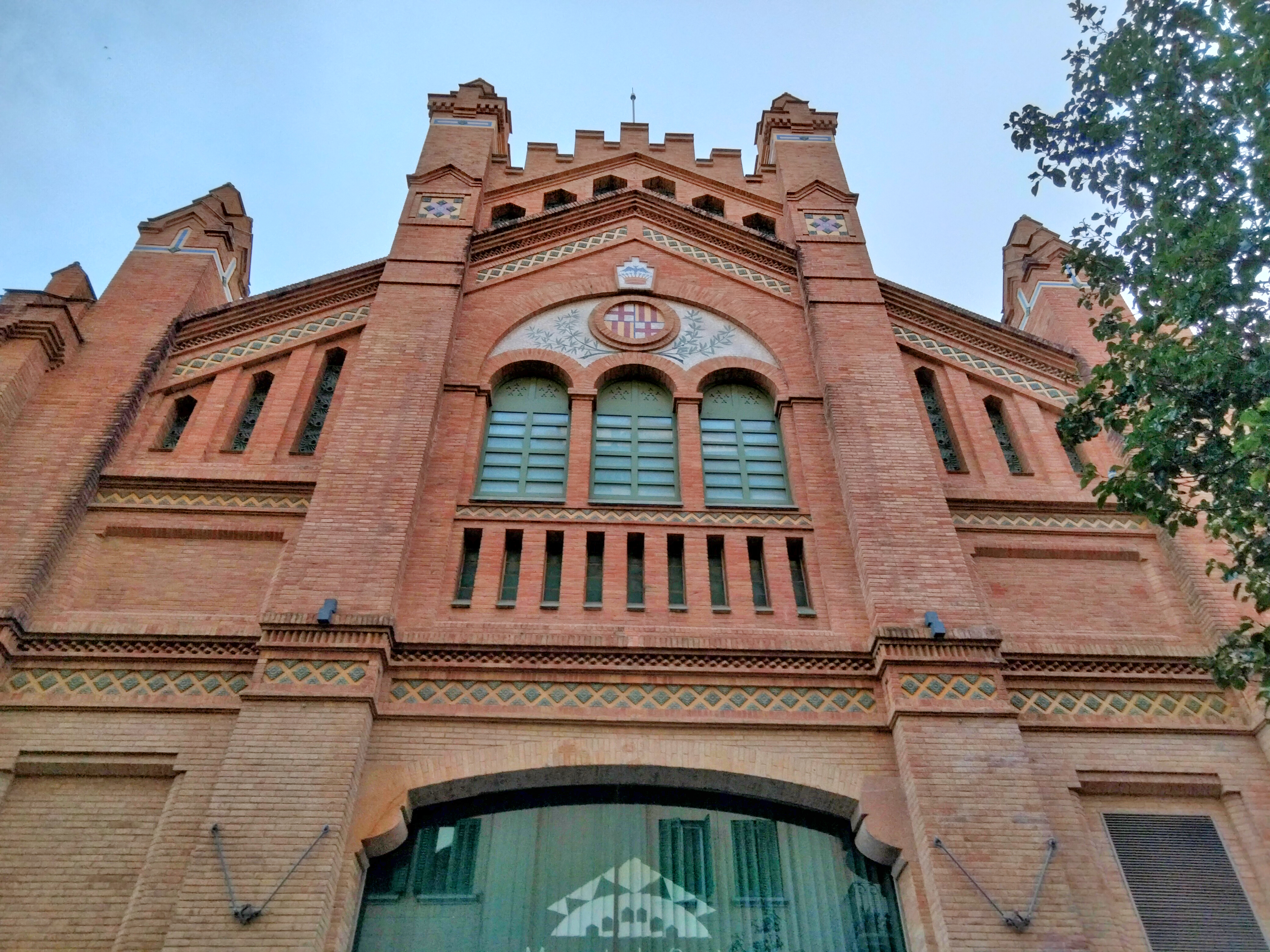
Fachada del Mercado de Sants (calle de San Jorge).

El mercado de Sants es un mercado del barrio de Sants, en Barcelona (España). Fue proyectado por el arquitecto Pedro Falqués (que ya había construido en 1889 el mercado del Clot) y su construcción empezó en 1898, siendo inaugurado en 1913. El edificio está catalogado como bien cultural de interés local.

## Descripción
Con sus 4.118 m² se construyó sobre la Huerta Nueva de Sants. El edificio tiene una planta rectangular que sigue la alineación de la calle de San Jorge y que ocupa toda la manzana, con una estructura metálica que Falqués optó por recubrir exteriormente con un cierre de obra vista. El espacio se estructura en función de tres naves con las mismas dimensiones, con cubiertas de tejado inclinadas a dos aguas. El arquitecto optó por seguir un lenguaje arquitectónico alejado del modernismo, muy cercano al utilizado por Arnau Calvet en el contemporáneo mercado de Sarrià.
En cuanto a la decoración, destaca una fachada con tres ventanas en forma de arco sobre las que hay un mosaico con el escudo histórico de la ciudad de Barcelona, aparecido en época medieval y vigente hasta 1996. También hay un conjunto de ventanas estrechas con piezas de cerámica de color verde.

## Reforma
Entre 2009 y 2014 permaneció cerrado al público para ser reformado, con un coste de casi 10 millones de euros. Durante ese tiempo, los paradistas se ubicaron provisionalmente en una carpa de la rambla de Badal. La reforma incluyó la mejora de la eficiencia energética del sistema de climatización (implantando un sistema de agua geotérmica), la peatonalización del entorno mediante rampas exteriores, la redistribución de las paradas de los comerciantes y la incorporación de un área de autoservicio.

## Horario
- Lunes: De 08.30 a 15.00
- De martes a viernes: De 08.30 a 20.00
- Sábados: De 08.30 a 15.00